# NGC 1753
NGC 1753 is een spiraalvormig sterrenstelsel in het sterrenbeeld Orion. Het hemelobject werd op 31 oktober 1886 ontdekt door de Amerikaanse astronoom Lewis A. Swift.

## Synoniemen
- PGC 16610
- MCG -1-13-48
- IRAS05000-0324